# L'Illusion économique
L'Illusion économique. Essai sur la stagnation des sociétés développées est un essai d'Emmanuel Todd paru en 1997 aux éditions Gallimard, puis en 1999 dans une édition augmentée d'une préface de l'auteur dans la collection « Folio actuel ».

## Contenu
L'analyse de Todd ne se veut pas économique, mais « culturelle, sociale, démographique, anthropologique ». 
Dans cet essai, Todd tente de démontrer qu'aux différents modèles familiaux correspondent des types de capitalisme distincts. Un contraste se dessine surtout entre le capitalisme anglo-saxon, individualiste, consumériste et structurellement importateur, et le capitalisme des pays à famille souche, allemand, suédois, japonais ou coréen, collectiviste, productiviste et structurellement exportateur.
Il y fait notamment le diagnostic d'une baisse tendancielle de la demande dans les pays riches.
Le concept clé du livre porte sur la distinction entre famille « souche » et famille atomique ou moléculaire ou « nucléaire absolue », l'auteur utilise les différentes expressions, entraînant la création de deux capitalismes, le capitalisme souche et le capitalisme individualiste (essentiellement anglo-saxon). L'euro en voulant donner une même monnaie à des peuples ayant des structures ethnographiques opposées serait voué à l'échec. Inversement une zone monétaire optimale serait une zone où les structures familiales sont relativement homogènes, qu'elles soient « souche » ou atomique.
Selon Todd, la France aurait été « décontractée dans sa gestion monétaire jusqu’au début des années 1980 » avant d'adopter un modèle d'Europe centrale.
Le livre est reçu globalement positivement par la critique qui note néanmoins son caractère parfois « excessif », « de mauvaise foi » et ses raccourcis.